# 빌리 진 킹 컵

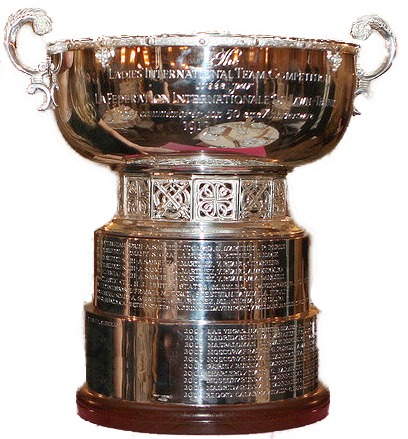

빌리 진 킹 컵(영어: Billie Jean King Cup)은 여자 테니스 국가 대항전 대회로, 1963년에 국제 테니스 연맹(ITF) 창립 50주년을 기념하기 위해 시작되었다. 1995년까지는 페더레이션 컵(영어: Federation Cup)이라는 명칭을, 2020년까지는 페드 컵(영어: Fed Cup)을 사용했으며, 2020년 9월에 미국의 여자 테니스 선수인 빌리 진 킹의 이름을 따서 현재 명칭으로 변경되었다.
유사한 형태의 남자 테니스 국가 대항전으로 데이비스 컵이 있다.

## 같이 보기
- 빌리 진 킹 컵의 구조
- 국제 테니스 연맹
- 데이비스 컵
- 호프만 컵
- (영어) en:List of Billie Jean King Cup champions